# Allotinus parapus
Allotinus parapus är en fjärilsart som beskrevs av Hans Fruhstorfer 1913. Allotinus parapus ingår i släktet Allotinus och familjen juvelvingar. Inga underarter finns listade i Catalogue of Life.